# Jan Valckenier Suringar
Jan Valckenier Suringar (Leiden, 24 december 1864 – Wageningen, 17 oktober 1932) was een Nederlands botanicus en hoogleraar dendrologie  in Wageningen. 
Valckenier Suringar was een zoon van de botanicus W.F.R. Suringar (1832-1898) en Sara Valckenier. Bij koninklijk besluit van 22 januari 1885 werd op verzoek van Suringar sr. de familienaam van zijn moeder toegevoegd aan zijn naam.
Valckenier Suringar volgde het lager onderwijs en het gymnasium in Leiden en begon daar in 1884 aan de academische studie in de wis- en natuurkunde. In deze richting behaalde hij zijn kandidaatsexamen, maar hij stapte om gezondheidsredenen in 1891 over naar de natuurhistorische richting. In 1898 promoveerde hij in Leiden op een plantensystematisch onderwerp. 
Sinds 1896 gaf hij al onderwijs in de plantensystematiek aan afgestudeerden van het "Boschwezen in Nederlandsch Oost-Indië" en werd hij waarnemend onderdirecteur van het Leidse Rijksherbarium. Vanaf 1899 doceerde hij de systematiek van tuinbouwplanten aan de Rijks Hoogere Land-, Tuin- en Boschbouwschool in Wageningen. In 1900 werd hij directeur van het Wageningse arboretum, waarvoor Leonard Springer het ontwerp had gemaakt. Er ontstond een intensieve correspondentie met Springer die doorging tot kort voor het overlijden van Suringar. 
Toen in 1918 de Landbouwhogeschool Wageningen ontstond werd Suringar hoogleraar dendrologie en bleef dit tot 1924. Hij publiceerde onder meer over het geslacht Melocactus en schreef een biografie over Carl Linnaeus (1908). 
Na zijn afscheid als hoogleraar bleef hij nationaal en internationaal actief op het gebied van de dendrologische nomenclatuur.

## Publicaties (selectie)
- Valckenier Suringar, J., Musée botanique de Leide (1871–1897); met W. F. R. Suringar and Melchior Treub – The botanical museum at Leiden
- Valckenier Suringar, J. (1898) Het geslacht Cyperus (sensu amplo) in den Maleischen Archipel benevens een overzicht van de geschiedenis der systematiek van de familie der cyperaceen
- Valckenier Suringar, J. (1901) Contributions à l'étude des espèces du genre Melocactus des Indes néerlandaises occidentales
- Valckenier Suringar, J., (1926) Verschijnselen van gedachten-overdracht langs anderen dan gewoonlijk zintuigelijken weg, naar aanleiding van gebeurtenissen in Nederland; Beschrijving en overdenking,  R.C. Kniphorst's Boekhandel, Wageningen
- Valckenier Suringar, J. (1928) "Personal ideas about the application of the international rules of nomenclature, or, as with the rules themselves, international deliberation? Some denominations of Conifer-species", Mededeelingen van 's Rijks Herbarium, Leiden, 55(1): 1-76
- Valckenier Suringar, J. (1928) "Personal ideas about the application of the International Rules of Nomenclature, or, as with the Rules themselves, International deliberation? II. Some denominations of Dicotyledonous Trees and Shrubs species. With a Retrospection and a set of Propositions on the Nomenclature-Rules", Mededeelingen van 's Rijks Herbarium, Leiden, 56(1): 1-77
- Valckenier Suringar, J. (1929) "The American Code, the Vienna Code and the resolutions of the Imperial Botanical Conference in London. Will agreement be possible in 1930?" Mededeelingen van 's Rijks Herbarium, Leiden, 57(1): 1-41